# Agrostis cognata
Agrostis cognata é uma espécie de gramínea do gênero Agrostis, pertencente à família Poaceae.